# 혹시 (아칸소주)

혹시(Hoxie)는 미국 아칸소주 로렌스군의 도시이다. 월넛리지 지역의 바로 남쪽에 위치해 있다. 2010년 인구 조사 기준으로 이 지역의 인구 수는 2,780명이다.

## 인구
| 인구조사              | 인구  | Note | %±     |
| --------------------- | ----- | ---- | ------ |
| 1890년                | 102   |      | —      |
| 1900년                | 125   |      | 22.5%  |
| 1910년                | 915   |      | 632.0% |
| 1920년                | 1,711 |      | 87.0%  |
| 1930년                | 1,448 |      | −15.4% |
| 1940년                | 1,466 |      | 1.2%   |
| 1950년                | 1,855 |      | 26.5%  |
| 1960년                | 1,886 |      | 1.7%   |
| 1970년                | 2,265 |      | 20.1%  |
| 1980년                | 2,961 |      | 30.7%  |
| 1990년                | 2,676 |      | −9.6%  |
| 2000년                | 2,817 |      | 5.3%   |
| 2010년                | 2,780 |      | −1.3%  |
| 2020년                | 2,598 |      | −6.5%  |
| U.S. Decennial Census |       |      |        |